# 楠本裕子
楠本 裕子（くすもと ゆうこ、8月1日 -）は、大阪府出身のレースクイーン、タレント。フロンティアコーポレーション所属。

## プロフィール
- 大阪府出身。
- 血液型O型。
- 趣味・特技は笑顔。

## レースクイーン
- 2008年 全日本ロードレース選手権
- 2008年 全日本モトクロス選手権
- 鈴鹿8時間耐久ロードレース
- 鈴鹿300km
- ポッカ1000km

他

## キャンギャル
- 2008 三菱ROARガール
- 大阪オートメッセ
- モーターサイクルショー

他

## メディア

### TV
- 『ナンボDEなんぼ』（関西テレビ）
- 『ごきげん!ブランニュ』『千鳥パーティー』（朝日放送）
- 『メッセ弾』、『夢広場』（テレビ大阪）
- 『得☆スマ』（サンテレビ）

他

### ラジオ
- 『高見こころの危険な妹たち』（エフエム大阪）

他

### PV・広告モデル
- 『八戸ノ里ドライビングスクール』
- ファミレス『フレンドリー』
- マンガ喫茶『アプレシオ』

他

### 雑誌
- 『パチンコウォーカー』 Pガール
- 『ヘアカジ』
- 『ホットペッパー』大阪キタ・ミナミ版

他